# Видавский, Валентин
Валентин Видавский или Видавчик (пол. Walenty Widawczky или Walenty z Widawy, лат.  Vidavius; 1537, Видава — 1601) — польский учёный, филолог, богослов и духовный писатель XVI века, педагог, ректор Краковской академии. Доктор теологии (1582).

## Биография
Родился в мещанской семье.
В 1562 г. обучался в Краковской академии (ныне Ягеллонский университет), ректором которой дважды избирался впоследствии. Несколько лет учился в Перемышльской кафедральной школе.
В 1569 г. стал магистром, затем был рукоположен. С 1582 — бакалавр. Посвятив себя духовному званию, занялся богословием. Был настоятелем краковского коллегиального костёла святого Флориана.
Одновременно до своей смерти преподавал теологию на Богословском факультете Краковской академии (ныне Ягеллонский университет). В 1574 г. избран деканом богословского факультета, в 1595‒1596 и 1600‒1601 — ректор Краковской академии.
Его сочинения содержат богатый материал по истории религиозного движения в Польше в XVI веке. Особенно важно в этом отношении книги «Catechesis grammaticae latinae. Nunc demum diligentius recognitae et auctae» (учебник латинской грамматики, 1581), «Generalis controversio de indulgentiis» (1593), и рукопись, хранящаяся в библиотеке Краковского университета: «Epistolae, quae res varias inprimis Polonorum continent».
В его личной библиотеке насчитывалось около 350 книг, которые В. Видавский завещал церкви в Видаве. Передал значительную сумму денег на упорядочение уличных дорог в родном городе.